# Maria Hueber
Maria Hueber (* 22. Mai 1653 in Brixen, Südtirol; † 31. Juli 1705 ebenda) war die Gründerin des Ordens der Tertiarschwestern vom Heiligen Franziskus.

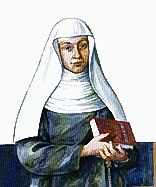
Maria Hueber

## Leben
Maria Hueber wurde in Brixen als jüngstes von fünf Kindern der Eltern Nikolaus Hueber und Anna Tapp geboren. Nach karger Kindheit – sie musste, nachdem der Vater nicht aus dem Krieg heimgekehrt war – von der Mutter einer adligen Familie anvertraut werden. Später kam Maria wieder zur Mutter zurück. Schon als Kind fiel sie durch besondere Frömmigkeit auf und zog das Beten dem Spiel vor. Als Mädchen arbeitete sie an verschiedenen Dienstposten in Brixen, Bozen, Innsbruck und Salzburg als Hausmädchen, wobei sie immer in Kontakt zu geistlichen Beratern war.
Aus Salzburg nach Brixen zurückgekehrt, pflegte sie ihre kranke Mutter und vertiefte in besonderer Weise ihren Glauben durch intensives Beten, Fasten, Leiden.
Sie gründete 1700 in Brixen auf Impuls des Franziskanerpaters Isidor Kirnigl eine Schule für mittellose Mädchen, die sie in Lesen, Schreiben, Nähen unterrichtete. 
Maria Hueber starb 1705 in Brixen, bereits berühmt als Beterin und mehrfach aufgrund prophetischer Aussagen aufgefallene Frau.

## Seligsprechungsverfahren
Für Maria Hueber wurde das Verfahren zur Seligsprechung eingeleitet. In dessen Verlauf erkannte ihr Papst Franziskus am 19. März 2019 den heroischen Tugendgrad zu.